# فوران تترا کربوکسیلیک اسید
فوران تترا کربوکسیلیک اسید (به انگلیسی: Furantetracarboxylic acid) با فرمول شیمیایی C8H4O9 یک ترکیب شیمیایی با شناسه پاب‌کم 237617 است. که جرم مولی آن ۲۴۴٫۱۱ گرم بر مول می‌باشد. 